# Subiakto Tjakrawerdaya
Subiakto Tjakrawerdaya (Kabupaten de Cilacap, 30 juillet 1944 - Jakarta, 2 janvier 2021) est un homme politique indonésien.